# Saint-Cyr-du-Bailleul
Saint-Cyr-du-Bailleul é uma comuna francesa na região administrativa da Normandia, no departamento Mancha. Estende-se por uma área de 23,33 km². Em 2010 a comuna tinha 393 habitantes (densidade: 16,8 hab./km²).